# Masashi Ebara
Masashi Ebara (jap. 江原 正士 Ebara Masashi; właściwie Masashi Ehara (jap. 江原 正士 Ehara Masashi), ur. 4 maja 1953) – japoński seiyū, aktor dubbingowy i narrator. Jest oficjalnym japońskim dublerem głosowym Toma Hanksa. Zdubbingował wiele postaci granych przez Billa Murraya, Robina Williamsa, Bruce’a Campbella, Eddiego Murphy’ego, Wesleya Snipesa, Willa Smitha, Aleca Baldwina i Andy’ego Garcię. Dubbingował również postać Lorda Voldemorta w japońskich wersjach serii filmów o Harrym Potterze.

## Wybrane role głosowe
- 1990: Robin Hood – Baron Alwyn
- 1991: Anpanman –
  - Unadonman,
  - Pineappleman,
  - Princess Dorian,
  - Crayonman
- 1994: Czarodziejka z Księżyca – Chiral
- 1999: Cowboy Bebop – Andy Von de Oniyate
- 1999: Pokémon – Django
- 2000: Love Hina – Kōji Maehara
- 2001: Król szamanów – Tao Yúan
- 2002: Hamtaro – Lion-sensei
- 2003: Gunslinger Girl – Hilshire
- 2003: Naruto – Might Guy
- 2005: Ognistooka Shana – Alastor
- 2006: Demashita! Powerpuff Girls Z – Mojo Jojo
- 2006: Ergo Proxy – MCQ
- 2007: Naruto Shippūden –
  - Might Guy,
  - Might Duy
- 2007: Nodame Cantabile – Sebastiano Viella